# Cratere Abul Wáfa
Abul Wáfa è un cratere lunare intitolato al matematico ed astronomo persiano del X secolo Abul Wáfa; è situato sull'emisfero opposto rispetto alla Terra, nei pressi dell'equatore della Luna. Più ad est si possono trovare i crateri Ctesibius ed Heron; a nordest si trova invece il cratere King, di notevoli dimensioni, e a sudest è possibile individuare il cratere Vesalius.
La forma del perimetro del cratere Abul Wáfa ricorda per certi versi quella di un diamante; le pareti interne e la cresta circolare sono arrotondate a causa dell'erosione dovuta agli impatti micrometeorici, e mancano di definizione. Le pareti sono inoltre costellate da piccole rientranze, forse quel che rimane di antiche terrazze, oppure ammassi di detriti.
La parete settentrionale del cratere presenta un cratere minore; un'altra formazione analoga è presente sulla parete sudoccidentale, dal lato esterno. In generale la parete esterna è comunque relativamente povera di crateri, e lo stesso fondo del cratere non mostra traccia di impatti di notevole entità.

## Crateri correlati
Alcuni crateri minori situati in prossimità di Abul Wáfa sono convenzionalmente identificati, sulle mappe lunari, attraverso una lettera associata al nome.
| Abul Wáfa | Coordinate            | Diametro (in km) |
| --------- | --------------------- | ---------------- |
| A         | 1°24′00″N 116°51′36″E | 14,98            |
| Q         | 0°08′24″N 115°52′48″E | 31,04            |